# Alan Deyermond

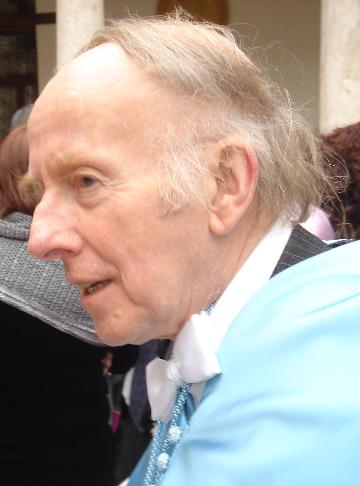
Alan Deyermond

Alan David Deyermond (* 24. Februar 1932 in Kairo; † 19. September 2009) war ein britischer Romanist, Hochschullehrer und der bekannteste europäische Experte für die spanische Literatur im Hoch- und Spätmittelalter.

## Biografie

### Laufbahn als Hochschullehrer
Nach dem Besuch der Quarry Bank High School in Liverpool und dem Victoria College in Jersey studierte er am Pembroke College der Universität Oxford und erwarb dort 1953 zunächst einen Bachelor of Arts (B.A.) und dann 1957 Bachelor of Literature (B.Litt.). Bereits im Jahr ihrer Gründung 1955 wurde er Teaching Fellow an der Spanien-Abteilung des Westfield College der Universität London und war zu dieser Zeit neben John Varey der einzige Mitarbeiter dieser Abteilung. Dabei unterrichtete er die Hälfte des Lehrplans, Geschichte, mittelalterliche Literatur und Poesie des Goldenen Zeitalters in spanischer Sprache.
Dieses umfangreiche Lehrtätigkeiten führten jedoch zu keiner Einschränkung seiner Forschungsarbeit und die wachsende Anzahl seiner Veröffentlichungen führten dazu, dass ihm 1966 zunächst der Titel Reader/Principal Lecturer verliehen wurde. 1969 nahm er schließlich den Ruf eines Professors mit eigenem Lehrstuhl am Westfield College an. In den nächsten Jahren war er daneben auch Professor an der Princeton University und unterrichtete an den beiden Hochschulen jeweils im halbjährlichen Wechsel. Nach der Gründung des Queen Mary and Westfield College 1989 übernahm er an dieser Hochschule seine Professur auf und übte die Lehrtätigkeit bis zu seiner Emeritierung 1997 aus.

### Veröffentlichungen
Seine Spezialthemen innerhalb der mittelalterlichen Studien Spaniens waren La Celestina, mit dem er sich bereits in seiner Dissertation beschäftigte und das 1961 unter dem Titel The Petrarchan Sources of „La Celestina“ veröffentlicht wurde und 1971 bemerkenswerterweise in einer zweiten Auflage erschien.
Die enorme Breite und Tiefe seiner Forschung und seiner Veröffentlichen umfassten nahezu alle literarischen Aspekte der mittelalterlichen Literatur und Kultur Spaniens. Diese Reichweite erschien bereits in A Literary History of Spain: The Middle Ages (1971), das von Generationen von Universitätsstudenten und Gelehrten in seinem englischsprachigen Original und in seiner spanischsprachigen Übersetzung Historia de la literatura española, I: La Edad Media genutzt wird.
Daneben befasste er sich in Epic Poetry and the Clergy: Studies on the „Mocedades de Rodrigo“ (1969) sowie in El „Cantar de Mio Cid“ y la épica medieval española (1987) mit der Epik sowie in Tradiciones y puntos de vista en la ficción sentimental (1993) mit sentimentalen Erzählungen. Neben verschollener Literatur in La literatura perdida de la Edad Media castellana: catálogo y estudio, I: épica y romances (1995) beschäftigte er sich außerdem mit Frauenliteratur, der Chronica Naierensis und Rodrigo Jiménez de Rada.
In ihrer Gesamtheit beschäftigten sich Deyermonds drei Dutzend Bücher und seine mehr als 200 Fachaufsätze mit allen Haupt- und zahlreichen Nebenwerken des spanischen Mittelalters.
Deyermond war nicht nur ein produktiver Forscher und Autor, sondern als Herausgeber und durch seine Seminare auch ein Förderer der Arbeit anderer Gelehrter. 1968 gründete er am Westfield College das Seminar für spanische mittelalterliche Forschung (MHRS), an dem in der Folgezeit Forscher aus der ganzen Welt tätig waren. Vom MHRS ausgehend wurden von ihm mehr als 60 umfangreichere Fachveröffentlichen herausgegeben. Daneben war er maßgeblich an der Gründung von Fachbuchreichen wie Tamesis Books und Research Bibliographies & Checklists beteiligt.

### Ehrungen und Auszeichnungen
Für seine Leistungen wurden ihm Ehrendoktortitel der Oxford University, der Universität Valencia sowie der Georgetown University verliehen. Daneben war er Fellow der British Academy und wurde wenige Monate vor seinem Tode zu einem der wenigen Korrespondierenden Mitglieder der Real Academia Española berufen. 1994 wurde ihm der Nebrija-Preis verliehen, der jedes Jahr von Universität Salamanca an den nicht-spanischen Gelehrten verliehen wird, der am meisten zum Verstehen der spanischen Kultur und Sprache beigetragen hat.
Seine Bedeutung für die Hispanistik und mittelalterliche Studien führte auch von 1992 bis 1995 zur Präsidentschaft der Asociación Internacional de Hispanistas, deren Ehrenpräsident auf Lebenszeit er im Anschluss wurde. Daneben wurde er 1983 Präsident der International Courtly Literature Society  sowie 1985 Ehrenmitglied der Asociación Hispánica de Literatura Medieval. Seit 1999 war er Ehren-Fellow des Queen Mary and Westfield College der Universität London.